# Шаровари

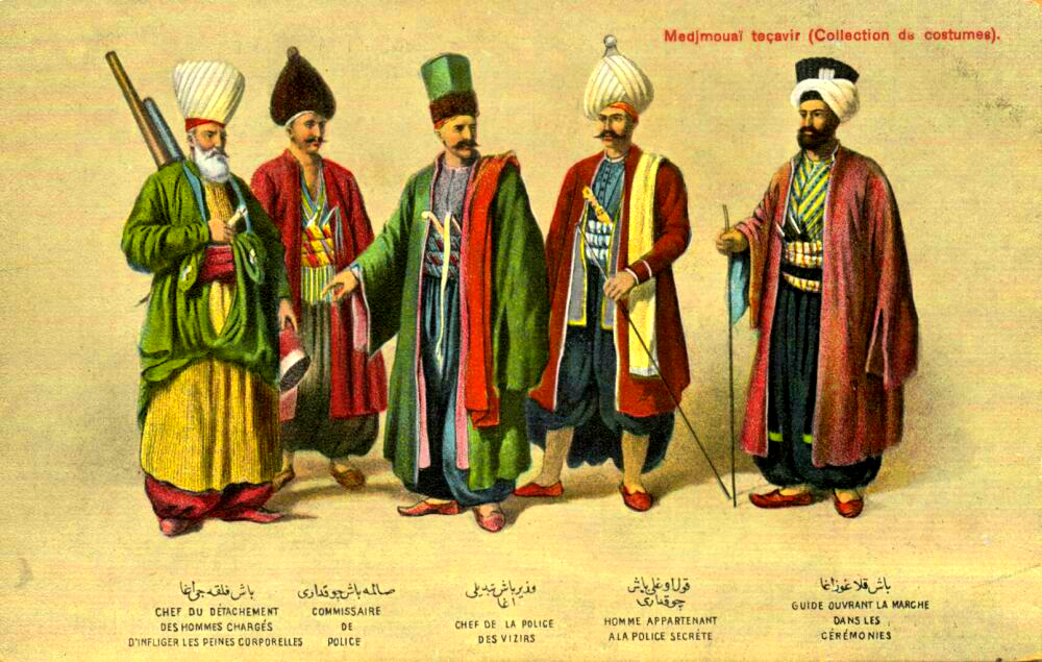
Турки-османи у шальварах

Шарова́ри, заст. шарава́ри (ір. šaravāra (штани) — запозичення з іранських мов, яке до слов'ян, очевидно, проникло в різний час і різними шляхами) — широкі штани поширені в минулому в Україні та які є частиною традиційного одягу східних народів. Дуже вільні в стегнах, часто зі зборками на талії, зібрані біля кісточок унизу. Носилися як чоловіками, так і жінками.

## Історія
Шаровари з'явилися на Сході як елемент одягу кочових народів дуже давно. Шаровари можуть бути як чоловічі, так і жіночі.
Зараз шаровари є часткою вбрання національного костюму курдів, пуштунів, дарі та ін.

## За країною

### Україна
На території сучасної України шаровари з'явилися ще в стародавню епоху. Відомо про широке розповсюдження шаровар серед скіфів і сарматів. Еллінський античний мислитель Діон Хрисостом в кінці I ст. н. е. писав «Він носив шаровари, взагалі був одягнутий по-скіфськи, а на плечах в нього був короткий легкий чорний плащ, як заведено в борисфенітів; вони воліють одягатися в усі чорне, очевидно, дотримуючись прикладу одного скіфського племені. І хоча самі мешканці Ольвії говорять по-грецьки не зовсім правильно, оскільки живуть серед варварів, але „Іліаду“ майже всі знають напам'ять». У II ст. н. е. Юлій Полідевк писав, що праукраїнські племена носили штани і називали їх шаровари.
Римський поет Овідій, якого було заслано імператором Августом на початку нашої ери до містечка Томи біля гирла Дунаю, у своїх в кількох місцях згадує, що місцеві сармати і скіфи носили «широкі штани, просторі штани», «поряд гетів орда, в шаровари одягнуті скіфи». У листі Овідій відгукується про своїх вимушених сусідів-сарматів: «Якщо навіть їх не боятися, то можна зненавидіти, побачивши груди, прикриті шкурами і довгим волоссям. Та й ті, хто, як вважають, походять з грецького міста, також носять замість вітчизняного костюма перські шаровари».
У Київській Русі також активно носили шаровари. Арабський мандрівник Ібн-Омар Ібн-Даст у 930-ті роки, писав про русів Наддніпрянщини: «Шаровари носять вони (руси) широкі: сто ліктів матерії йде на кожні. Надягаючи такі шаровари, збирають вони їх у збори коло колін, до яких потім прив‘язують».
Арабський мандрівник Ібн-Фадлан, теж очевидець, у Х столітті пише про обряд поховання знатного купця у русів, які приплили на Волгу зі своєї країни через купецькі справи: «Отже, вони наділи на нього (покійного) шаровари, і гетри, і чоботи».
Ще раніше, перський анонім в «Книзі кордонів світу», IX століття, пише: «Зі 100 ліктів бавовняної тканини, більше або менш того, шиють вони штани, які надягають, засукавши їх вище коліна. Вони носять шапки з овечої вовни, з хвостами, що спадають позаду на їхні шиї».
Згадки про шаровари як типовий одяг русів у X—XI століттях знаходять підтвердження також у скандинавських джерелах. Зокрема, в «Коло земне» Сноррі Стурлусона, у «Сазі про Олава Тихого», яка описує події другої половини XI століття. Олав, який тривалий час перебував на Русі, привніс на батьківщину в Норвегію, багато місцевих звичаїв русів. За його правління в містах з'явилися звичаї влаштовувати бенкети спільним коштом, а також нові модні тенденції, зокрема носіння шароварів, затягнутих на щиколотках, на чоботі, ставити свій престол в середині поперечної лави, ставити печі і застеляти підлогу соломою як взимку, так і влітку тощо.
Перші згадки про шаровари в Речі Посполитій з'являються в 1553 році у польського поета Віта Корчевського. Польськомовні та білоруськомовні джерела XVI століття описують шаровари як широкі штани, виготовлені з легкої шовкової або бавовняної тканини, що підтверджується польськими істориками моди.
До кінця XVI століття в Речі Посполитій сформувався особливий козацький стиль одягу, який чітко відрізнявся від турецького, татарського, перського, російського та італійського. Польська барокова література XVI століття прямо вказує на поширеність шароварів серед військових верств суспільства, зокрема козаків. Цей елемент одягу також носили шляхтичі та боярство на землях сучасної Білорусі, які активно долучалися до формування козацтва.
У XVI столітті шаровари були поширеним елементом одягу в Речі Посполитій, який носили представники різних соціальних верств: селяни, бояри, українські козаки, а також шляхта та навіть монархи. Це свідчить про їхню доступність у різних цінових категоріях, від дешевших до дорожчих варіантів.
У XVII—XVIII століттях шаровари набули особливого поширення в середовищі козацтва.
Шаровари увійшли у вбрання козаків Запоріжжя. У дорожніх нотатках німецького посла Epixa Лясоти (XVI ст.), який відвідав Запоріжжя, знаходимо згадку про такі елементи одягу запорожців, як татарський кобеняк і мантій. Посол відгукується про козаків як про людей дуже щедрих, котрі зробили йому багаті подарунки: кунячу шубу і чорну лисячу шапку. Відомості про костюм козаків XVII ст. є й у відомій праці Ґійома Левассера де Боплана. Він перелічує, зокрема, сорочки, шаровари, шапки і каптани з товстого сукна, що складали повсякденний козацький одяг. З іншого боку, дослідники вважають, що козаки не носили шаровари, а Боплан у своїй праці явно згадує саме кальсони (d'un caleçó).
Святкові шаровари запорізьких козаків відзначалися вишуканістю й багатством. Польські письменники XVIII ст. зазначали, що запорізькі козаки носили широкі шаровари з золотим галуном замість опушки, суконні з відкидним рукавом напівкунтуші, білі шовкові жупани, шовкові з золотими китицями пояси й високі шапки зі смушковими окільниками сірого кольору і червоним шовковим вершком (шликом), який закінчувався китицею.
Шаровари були дорогим, статусним і не надто поширеним одягом. Найповніше відображають побут запорожців джерела 40-х — 70-х років XVIII ст. У них проступають риси людей, одягнених так, як і скрізь у тодішній Україні: кобеняки, свити, сорочки, штани помірної ширини, грубо шиті з дешевого сірого сукна. Траплялося й плахіття, забране в сусідніх ногайців і кримських чабанів. Козацький одяг не слід уявляти як однострій. Запорожці відрізнялися від решти українських козаків строкатістю вбрання та великим обсягом запозичень предметів матеріальної культури від тюркських сусідів. Це було притаманне всім козацьким спільнотам, зокрема, шаровари були й в козаків у Російській імперії.
Поширення цього типу нижнього одягу в інших регіонах України за пізнішого часу не викликає сумніву, однак і не заперечує шаровари як прикмети запорозького стилю. Не всяк козак міг дістати стільки сукна на шаровари, скільки його мало піти на пошиття «Мамаєвих» штанів. Запорозький стиль передбачав бучне марнотратство, далеке від «протестантської етики й духу капіталізму», ринкових настанов, що, звісно, не були історичною константою. На Запорожжі панував інший дух, байдужий (інколи ворожий) до ощадливості й накопичення багатств.
Заправлялися в чоботи без нависання. Козацькі шаровари були відносно вузькими, на відміну від дуже широких шароварів турецького типу, що побутували у запорожців, мали клиноподібну вставку із двох трикутних клинів. Холоші з'єднувалися під кутом, що робило штани широкими у кроці, а к кінцям звужувалися, аби їх легко можна було заправити у халяви чобіт. Затягували шаровари в поясі
очкуром зі шнура або тасьми, протягнутим крізь очкурню (гашник), і зав'язували попереду на рівні розпірки. Завдяки зазначеним конструктивним особливостям та способу носіння такі штани були зручними як в кінному, так і пішому строю. Стройові козацькі штани шилися з простого товстого сукна — звичайного «свитного», габи або грубого, товстого фабричного польського чи німецького сукна. Підбивали штани грубим полотном («хрящем»). По боках в розпірки швів вшивалися прорізні прямокутні кишені з того ж полотна.

### Крій українських шароварів
Є три способи крою українських шароварів
1. Два клаптики широкої матерії, відмірюють потрібну довжину. Клаптики складають кожен по довжині вдвоє. Якщо матерія не дуже широка, то такі два клаптики кладуть під кутом так, щоб вони сходилися у верхній точці. А в кут, який при цьому утворився, вкладають чотирикутник матерії. Цей клин-чотирикутник повинен доходити до чобіт, якщо міряти від пояса.
2. Якщо матерія досить широка, то два клаптики матерії перегинають так само, як і в першому варіанті по довжині і вгорі, від стану загинають два трикутники. Такі трикутники можуть бути вужчі або ширші, залежно від ширини матерії. Вирізані і зшиті трикутники повинні становити чотирикутник, який вшивається між ногавицями, як і в першому варіанті.
3. Два клаптики матерії, перегинають по довжині, але на відміну від двох попередніх варіантів, їх кладуть не під кутом, а паралельно один до одного і посередині між ногавицями, вшивають довгий прямокутник.
4. Як варіант до цього типу. Якщо матерія дуже широка, то тоді клин не вшивається окремо, а вирізується, і тоді такі шаровари зшиваються лише по боках. Зверху в шароварах закладали рубець, в який протягали очкур. Його зав'язували спереду і на ньому трималися шаровари.
Крій шароварів 3 і 4 є старішого походження, але шаровари 1 і 2 типу крою краще лежать, тому що утворюють в стані менше зборів. шаровари шилися з тонкої вовняної матерії або з неблискучого шовку. Шаровари мають бути повних кольорів: сині, червоні, зелені.

### Японія
- Хакама — японський аналог шароварів.

## Інше
Від назви елемента українського строю походить позначення такого феномену, як «шароварщина» — примітивно-лубочного зображення української культури.